# Mirante das Mangabeiras
O Mirante das Mangabeiras é um logradouro do Bairro Mangabeiras, em Belo Horizonte, de onde se descortina um panorama de quase toda a cidade.

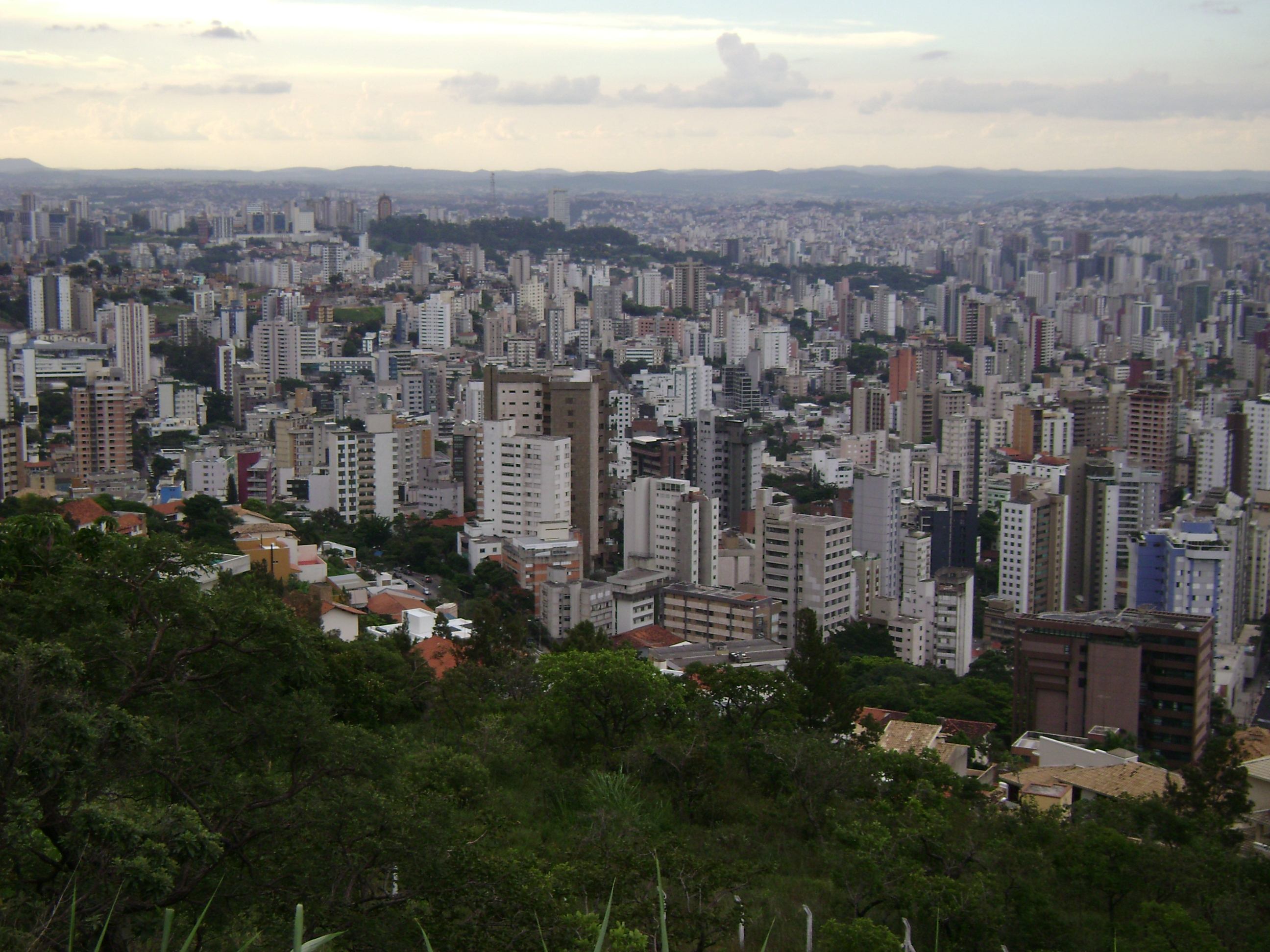

## História
O Mirante do Mangabeiras surgiu sem a proposta de ser um ponto turístico. Localizado na praça Ephigenio Salles, numa área obtida pelo jornalista Acílio Lara Resende, em regime de comodato com Companhia de Desenvolvimento Urbano de Belo Horizonte (Codeurb), que pertencia ao Estado, dona do terreno, o espaço era apenas uma rua sem saída, onde, em 1976, foi implantada a Rádio Jornal do Brasil, a primeira emissora FM, ou seja, com frequência modulada, de Belo Horizonte. O prédio da rádio foi edificado pela Construtora Walter Coscarelli. O responsável técnico pelas instalações da emissora foi o engenheiro português Carlos Barradas. O engenheiro responsável aqui, a partir do seu funcionamento, era também português e se chamava Eduardo Matos Corrêa. Ao lado do prédio da Rádio, foi instalada, também, uma estação de meteorologia, que ficou também bastante conhecida. A “pracinha” do Mirante (assim era chamada) foi feita por Acílio Lara Resende, mas sob a orientação de Achiles Paz, já falecido, que, sentado ao lado do tratorista, ia dando as coordenadas.
Aos poucos funcionários da emissora encantados com a vista foram apresentando aos parentes e amigos, e o espaço foi reconhecido como atração turística da Cidade. Durante muito tempo, o Mirante foi chamado de “Alto das Mangabeiras”. Depois, “Mirante do Mangabeiras”.
No começo da década de 80, o Grupo JB criou a Rádio Cidade, dedicada ao público jovem, e, apesar do grande sucesso, a Rádio Jornal do Brasil de Belo Horizonte transformou-se em Rádio Cidade. Por este motivo, o Mirante também ficou conhecido por Praça Rádio Jornal do Brasil e Mirante da Rádio Cidade.
Em 1988, um projeto premiado pela Associação Brasileira de Ensino em Arquitetura, propunha a revalorização do mirante com a construção de um restaurante panorâmico.
Em 1991 foi realizada uma licitação entre nove grupos de arquitetos, o projeto selecionado tinha como proposta oferecer aos visitantes “uma perfeita contemplação da cidade”. O projeto faria referências a atrativos turísticos da cidade e estava previsto para três etapas: a recuperação da praça existente (Praça Rádio Jornal do Brasil), construção de uma lanchonete e construção de uma segunda praça, atrás da Rádio Cidade, que terminaria com um deck.
No ano de 1992, os ambulantes com o apoio dos visitantes elaboraram, em vão, um abaixo-assinado solicitando a instalação de banheiros químicos pelo menos nos finais de semana.
A primeira reforma do Mirante ocorreu em junho de 1994, onde a prefeitura reconstruiu os pisos, passeios, instalou lixeiras e colocou revestimentos de cerâmica nos balcões de proteção. A reforma foi realizada pela empreiteira Itamaracá, vencedora do processo de brinquedos.
Em 2006, o prédio da emissora foi demolido.
Em 2012, a Fundação de Parques Municipais passou a administrar este espaço e promoveu sua requalificação, reabrindo-o no dia 20 de outubro.
Nesta revitalização, o mirante, de aproximadamente 35,4 mil metros quadrados, teve sua área cercada e foram construídos dois decks de madeira no local. Eles são instalados em níveis diferentes para propiciar maior conforto e permitir melhor visualização da paisagem da capital mineira. Esta revitalização trouxe novos projetos de iluminação e paisagismo, como também foi estabelecido um conjunto de normas para o acesso aos pontos com vista privilegiada da cidade. Uma portaria controla o horário de funcionamento diário (10 às 22 horas) com patrulhamento 24 horas da Guarda Municipal.